# Lijst van premiers van de Volksrepubliek China
Dit artikel geeft een lijst van premiers van de Volksrepubliek China sinds 1949. 

## Positie
In de Volksrepubliek China staat de premier aan het hoofd van de regering. Zijn bevoegdheden zijn vastgelegd in de grondwet. De premier wordt gekozen door het Nationaal Volkscongres. De termijn is vijf jaar en een premier kan maximaal twee termijnen dienen (art. 87 van de grondwet). Alleen Zhou Enlai heeft meer dan twee termijnen gediend en was ruim 25 jaar premier.
De premier is verantwoordelijk voor de organisatie en het bestuur van de Chinese civiele bureaucratie, waaronder alle ministeries (ook wel Staatsraad genoemd). Hij is belast met de planning en uitvoering van de nationale economische en sociale ontwikkeling en de rijksbegroting. Het Volksbevrijdingsleger valt dus niet onder zijn verantwoordelijkheid. De premier wordt ondersteund door vice-premiers en de eerste gerangschikte vice-premier zal handelen in de capaciteit van de premier in zijn afwezigheid.
De premier is ondergeschikt aan de president. De president is verantwoordelijk voor het uitstippelen van de politiek lijn en de premier is verantwoordelijk voor de uitvoering hiervan. Verder wordt de premier benoemd door de president die de premier ook kan ontslaan (art. 80). 

## Premiers van 1949 tot heden
In de Volksrepubliek China zijn er sinds 1949 premiers. Er zijn nu in totaal 8 premiers aan de leiding geweest, allen lid van de Communistische Partij van China (CPC). Er is nog geen vrouw tot premier benoemd. 
| Termijn | Rang | Naam geromaniseerd | Naam Chinees         | Naam Chinees          | Pinyin      | Foto | Intreedtermijn    | Uittreedtermijn               | Partij |
| Termijn | Rang | Naam geromaniseerd | Traditioneel Chinees | Vereenvoudigd Chinees | Pinyin      | Foto | Intreedtermijn    | Uittreedtermijn               | Partij |
| ------- | ---- | ------------------ | -------------------- | --------------------- | ----------- | ---- | ----------------- | ----------------------------- | ------ |
| 1       | 1    | Zhou Enlai         | 周恩來               | 周恩来                | Zhōu Ēnlái  |      | 1 oktober 1949    | september 1954                | CPC    |
| 1       | -    | Zhou Enlai         | 周恩來               | 周恩来                | Zhōu Ēnlái  |      | september 1954    | april 1959                    | CPC    |
| 2       | -    | Zhou Enlai         | 周恩來               | 周恩来                | Zhōu Ēnlái  |      | april 1959        | 21 december 1964              | CPC    |
| 3       | -    | Zhou Enlai         | 周恩來               | 周恩来                | Zhōu Ēnlái  |      | 21 december 1964  | 4 januari 1975                | CPC    |
| 4       | -    | Zhou Enlai         | 周恩來               | 周恩来                | Zhōu Ēnlái  |      | 4 januari 1975    | 8 januari 1976 (overleden)    | CPC    |
| 4       | -    | Hua Guofeng        | 華國鋒               | 华国锋                | Huà Guófēng |      | 4 februari 1976   | 7 april 1976                  | CPC    |
| 4       | -    | Hua Guofeng        | 華國鋒               | 华国锋                | Huà Guófēng |      | 7 april 1976      | februari 1978                 | CPC    |
| 5       | 2    | Hua Guofeng        | 華國鋒               | 华国锋                | Huà Guófēng |      | februari 1978     | 10 september 1980 (afgezet)   | CPC    |
| 5       | -    | Zhao Ziyang        | 趙紫陽               | 赵紫阳                | Zhào Zǐyáng |      | 10 september 1980 | 1983                          | CPC    |
| 6       | 3    | Zhao Ziyang        | 趙紫陽               | 赵紫阳                | Zhào Zǐyáng |      | 1983              | 24 november 1987 (afgetreden) | CPC    |
| 6       | -    | Li Peng            | 李鵬                 | 李鹏                  | Lǐ Péng     |      | 24 november 1987  | 25 maart 1988                 | CPC    |
| 7       | 4    | Li Peng            | 李鵬                 | 李鹏                  | Lǐ Péng     |      | 25 maart 1988     | 15 maart 1993                 | CPC    |
| 8       | -    | Li Peng            | 李鵬                 | 李鹏                  | Lǐ Péng     |      | 15 maart 1993     | 17 maart 1998                 | CPC    |
| 9       | 5    | Zhu Rongji         | 朱鎔基               | 朱镕基                | Zhū Róngjì  |      | 17 maart 1998     | 16 maart 2003                 | CPC    |
| 10      | 6    | Wen Jiabao         | 溫家寶               | 温家宝                | Wēn Jiābǎo  |      | 16 maart 2003     | 16 maart 2008                 | CPC    |
| 11      | -    | Wen Jiabao         | 溫家寶               | 温家宝                | Wēn Jiābǎo  |      | 16 maart 2008     | 15 maart 2013                 | CPC    |
| 12      | 7    | Li Keqiang         | 李克強               | 李克强                | Lǐ Kèqiáng  |      | 15 maart 2013     | 19 maart 2018                 | CPC    |
| 13      | -    | Li Keqiang         | 李克強               | 李克强                | Lǐ Kèqiáng  |      | 19 maart 2018     | 11 maart 2023                 | CPC    |
| 14      | 8    | Li Qiang           | 李強                 | 李强                  | Lǐ Qiáng    |      | 11 maart 2023     | huidig                        | CPC    |